# Erigorgus brooksi
Erigorgus brooksi är en stekelart som beskrevs av Dasch 1984. Erigorgus brooksi ingår i släktet Erigorgus och familjen brokparasitsteklar. Inga underarter finns listade i Catalogue of Life.